# Callcenter

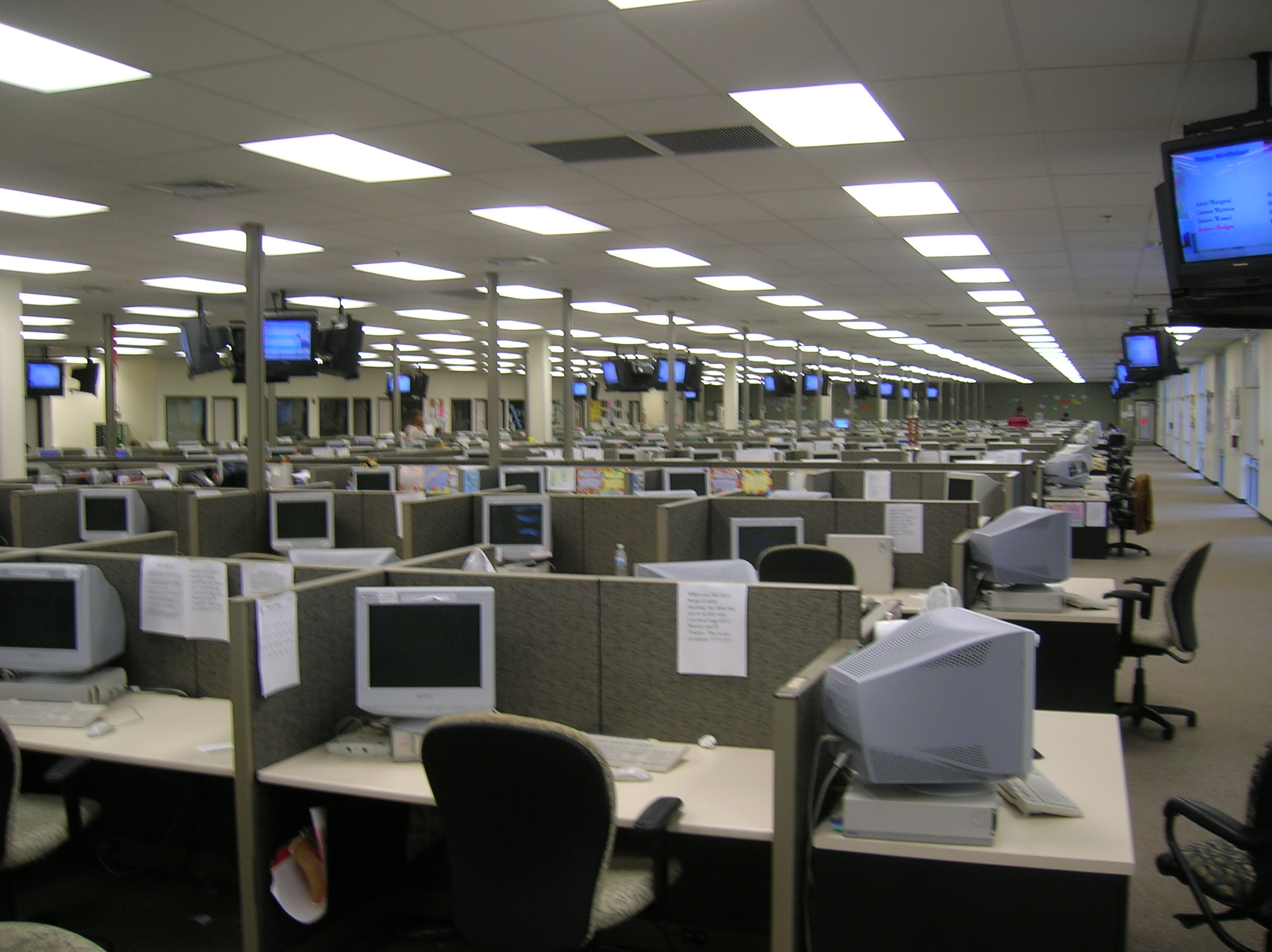
Ett stort callcenter i USA

Ett callcenter eller en teletjänstcentral (rek. begrepp enligt svenska datatermgruppen) är en inrättning för telefonister, där man hanterar kundärenden såsom telefonförsäljning, kundtjänst, faktura-, support-, produktfrågor, nummerupplysning och så vidare. Centret kan hantera förfrågningar både internt inom företaget och externt, på uppdrag av andra företag. Både inkommande (support) och utgående samtal (försäljning, undersökning) hanteras.
Eftersom callcentertjänster är geografiskt oberoende är företagen ofta belägna på platser med god tillgång på personal som är beredda att arbeta till låg lön, eller där regionalt investeringsbidrag, sysselsättningsbidrag, etableringsbidrag eller strukturfonder kan erhållas. [källa behövs] Flera callcenter som arbetar mot svenska marknaden är också baserade i utlandet, där skatterna är lägre, men säljer ändå på svenska mot svenska kunder.